# Tsuen Wan
Tsuen Wan (chin. trad.: 荃灣區) – jedna z 18 dzielnic Specjalnego Regionu Administracyjnego Hongkong Chińskiej Republiki Ludowej. 
Dzielnica położona jest w południowej części regionu Nowe Terytoria. Powierzchnia dzielnicy wynosi 60,70 km², liczba ludności według danych z 2006 roku 288 728, co przekłada się na gęstość zaludnienia wynoszącą 4 679 os./km².